# Охотники на ведьм
«Охо́тники на ведьм» (англ. Hansel and Gretel: Witch Hunters) — американский боевик в жанре тёмное фэнтези с элементами чёрного юмора режиссёра Томми Вирколы в формате 3D. По замыслу создателей, является продолжением сказки «Гензель и Гретель» Братьев Гримм, но начальные сцены, экранизирующие сказку, значительно изменяют её сюжет. Премьера в РФ состоялась 17 января 2013 года.

## Сюжет

### Пролог
Гензель и Гретель оказываются в лесу, куда их заводит отец, чтобы спрятать. Брат и сестра находят пряничный домик, построенный из сладостей. В домике их ждёт ведьма. Она сажает Гензеля в клетку, и заставляет его есть сладости (отчего у мальчика развивается диабет, позже ему приходится делать уколы инсулина). Гретель тем временем разжигает огонь в печке. Когда ведьма собирается зажарить Гензеля, детям удаётся убить ведьму, благодаря своей невосприимчивости к магии. Домой они не возвращаются. Анимированный пролог показывает как сироты расправляются с ведьмами в разных городах и весях.

### События в Аугсбурге
В немецком городе Аугсбурге на главной площади местный шериф собирается сжечь ведьму, обвиняя девушку в похищении людей. Его останавливает мэр города, который считает, что доказательств недостаточно. Тут же появляются Гензель и Гретель, которых нанял мэр. Гензель, заглядывая «ведьме» по имени Мина в рот, говорит, что не видит признаков гниения, свойственных всем ведьмам. Он призывает народ разойтись.
В тот же день охотники убивают одну из местных ведьм, но не находят никаких следов детей. Зато в доме ведьмы они обнаруживают карту с изображением «Кровавой луны».
Меж тем, шериф Беррингер отправляет в лес по следу одного из недавно пропавших детей охотников с собаками. Ночью в лесу охотники встречают ведьму Мюриэл, которая натравливает на охотников их же собак, а затем убивает всех, кроме охотника, которого отправляет в город передать страшную весть.
Утром Гензель и Гретель отправляются в лес вместе с охотником Джексоном и берут в плен одну из ведьм. Допрашивая её, они выясняют, что ведьмы готовятся к «кровавому полнолунию», чтобы принести в жертву 12 детей. Сравнив записи рождения детей, охотники выясняют имя следующей жертвы. Ведьмы тем временем осуществляют налёт на город. Пока Гензель пытается спасти девочку, Гретель и Джексон противостоят Мюриэл. Гензель видит, как девочку уносит в корзине тролль, но вынужден вступить в схватку с одной из ведьм. У охотников ничего не получается. Мюриэл убивает Джексона и освобождает ведьму, вышвыривая Гретель на улицу. Гензель хватается за палку, на которой улетает ведьма, но в лесу ударяется о ветку и теряет сознание.

### Приключения в лесу
За очнувшейся Гретель ухаживает Бен, поклонник охотников на ведьм, собиравший все газетные вырезки о них. Гензеля же находит в лесу Мина, которая сначала залечивает ему раны, а затем предлагает искупаться вместе. Гретель тем временем ищет брата в лесу, но встречает шерифа с его людьми, которые начинают избивать девушку. На помощь Гретель приходит вышеупомянутый тролль Эдвард. Брат с сестрой встречаются в заброшенном доме, где находят логово ведьмы. Они с удивлением понимают, что это их дом.
Тут же в доме появляется Мюриэл, которая рассказывает, что мать Гензеля и Гретель Адрианна была Великой белой ведьмой и наделила своих детей иммунитетом к тёмному колдовству. Сердце Великой белой ведьмы необходимо для завершения ритуала в день кровавой луны, который наделяет ведьм неуязвимостью к огню. Справиться с матерью охотников ведьмы не могли, они планировали вырезать сердце Гретель. Чтобы разделаться с Адрианной, Мюриэл натравила на неё толпу, которая сожгла белую ведьму и повесила её мужа. Однако родители успели спрятать детей в лесу. Когда охотники пытаются остановить ведьму, она ранит Гензеля в живот и утаскивает с собой Гретель.
Мина выхаживает Гензеля с помощью белой магии. В доме она также находит гримуар с мощными заклинаниями. Вернувшись в город, Мина освящает оружие охотников на ведьм с помощью заговоренной воды. Втроём (Бен, Мина и Гензель) герои отправляются на гору, где проходит шабаш.

### Шабаш «кровавой луны»
Гретель приходит в себя в логове ведьм, где видит похищенных детей и тролля Эдварда. Она просит Эдварда помочь, но тот не может спасти её. Ведьмы приковывают девушку к скале и выводят детей, намереваясь совершить своё колдовство. Но церемонию прерывает Гензель, который начинает убивать ведьм из ружья. Одновременно, Мина открывает огонь на поражение со скалы из пулемёта. Гензель спасает детей, а тролль Эдвард — Гретель (за что Мюриэл сбрасывает его со скалы). Полнолуние заканчивается, остатки ведьм разлетаются кто куда. Гензель бросается в погоню за Мюриэл, а Гретель воскрешает Эдварда с помощью ручного электрошокера.

### Поединок с Верховной ведьмой
Улетающие с горы ведьмы попадают в ловушку из стальных тросов, которые разрубают их на части. Мюриэл же вовремя тормозит, но её сбивает выстрелом Бен.
Гензель, Мина и Бен преследуют Мюриэл, которая направляется в пряничный домик (где когда-то началось действие фильма). Мина пытается остановить ведьму с помощью белой магии, но та убивает её палочкой. Разгневанный Гензель вбегает в дом, где его поджидает раненая Мюриэл с лопатой. Подоспевшая на помощь Гретель помогает брату справиться с приступом, сделав ему укол инсулина. Вместе им удаётся победить Верховную ведьму, отрубив ей голову лопатой. Затем герои покидают город, получив свою награду.

### Эпилог
Команда Гензеля и Гретель пополнилась силачом-троллем Эдвардом и прагматичным умником Беном. Переловив ведьм в Европе, они вышли за пределы своей родины, не оставляя темным ведьмам шанса на спасение.

## В ролях
- Джереми Реннер — Гензель
- Джемма Артертон — Гретель
- Фамке Янссен — Мюриель, верховная тёмная ведьма
- Петер Стормаре — шериф Беррингер
- Томас Манн — Бен
- Дерек Мирс — Эдвард, тролль
- Робин Аткин Даунс — голос Эдварда
- Моника Гандертон[англ.] — Конфетная ведьма / мать
- Ингрид Бульсё Бердал — Рогатая ведьма
- Зои Белл — Высокая ведьма
- Пихла Вийтала — Мина, рыжеволосая белая ведьма
- Иоанна Кулиг — ведьма

## Создание
На роль Гретель рассматривались Диана Крюгер, Ева Грин и Нуми Рапас.
Съёмки начались в марте 2011 года и проходили в Бабельсберге, Брауншвейге и Берлине.
3 декабря 2011 года Entertainment Weekly выпустил первый кадр фильма.
Первоначально премьера должна была состояться в марте 2012 года, но позже была перенесена на 11 января 2013 года.
Впоследствии премьера снова сместилась, на этот раз на 25 января 2013 года. Первый трейлер к фильму был выпущен 5 сентября 2012 года. В конечном итоге фильм вышел 17 января 2013 года.

## Сиквел
19 марта 2013 года, «Paramount Pictures» объявила, что сиквел к фильму находится в разработке. В июне 2013 года, Адам МакКей официально подтвердил своё участие и сказал, что «каждый чувствует, что мы действительно можем поднять „уровень“ второго фильма по сравнению с первым. Итак, скрестив пальцы, все вернутся» (в том числе и главные актёры: Джереми Реннер и Джемма Артертон).
«Paramount Pictures» может сделать фильм с рейтингом PG-13 на этот раз. Говоря о «довольно безумной» идее Томми Вирколы для второго фильма, МакКей сказал: «Это может быть один из тех случаев, когда продолжение „шагает дальше“ первой части».